# 汪覲光
汪覲光（？—？年），字瑞侯，南直隸徽州府歙縣人，明末清初政治人物。

## 生平
崇禎十二年（1639年）己卯科中式應天鄉試第一百十三名舉人，崇禎十六年（1643年）癸未科會試第一百三十三名，三甲第三十名進士，刑部觀政。

## 家族
曾祖汪功明，壽官，郡邑旌善。祖父汪玩，鄉飲大賓。父汪宗道，廪生，郡旌纯善，敕赠文林郎东莞知县。胞兄汪運光，崇禎辛未進士。